# Юханссон, Ноа
Ноа Маттиас Юханссон (швед. Noah Mattias Johansson; род. 21 сентября 2003) — шведский футболист, защитник «Твоокера».

## Клубная карьера
Является воспитанником «Варберга», в составе которого прошёл все стадии от детских и юношеских команд до основы. В 2020 году стал привлекаться к тренировкам с основной командой. 17 ноября подписал полупрофессиональный контракт с клубом, рассчитанный до конца 2022 года. 29 ноября впервые попал в заявку команды на матч чемпионата Швеции против «Мальмё». На 2-й компенсированной ко второму тайму минуте Юханссон появился на поле, выйдя на замену вместо Кинина Айера.
Сезон 2022 года провёл на правах аренды за клуб второго дивизиона «ГИФ Варберг». Провёл за основной состав клуба 22 матча и забил один мяч. 26 октября аренда была досрочно завершена, после чего Юханссон подписал однолетний контракт с «Твоокером».

## Клубная статистика
| Выступление      | Выступление      | Выступление      | Лига | Лига | Кубки | Кубки | Конт. кубки | Конт. кубки | Итого | Итого |
| Клуб             | Лига             | Сезон            | Игры | Голы | Игры  | Голы  | Игры        | Голы        | Игры  | Голы  |
| ---------------- | ---------------- | ---------------- | ---- | ---- | ----- | ----- | ----------- | ----------- | ----- | ----- |
| Варберг          | Аллсвенскан      | 2020             | 1    | 0    | 0     | 0     | 0           | 0           | 1     | 0     |
| Варберг          | Аллсвенскан      | 2021             | 1    | 0    | 0     | 0     | 0           | 0           | 1     | 0     |
| Варберг          | Итого            | Итого            | 2    | 0    | 0     | 0     | 0           | 0           | 2     | 0     |
| → ГИФ Варберг    | Дивизион 2       | 2022             | 22   | 1    | 0     | 0     | 0           | 0           | 22    | 1     |
| → ГИФ Варберг    | Итого            | Итого            | 22   | 1    | 0     | 0     | 0           | 0           | 22    | 1     |
| Всего за карьеру | Всего за карьеру | Всего за карьеру | 24   | 1    | 2     | 0     | 0           | 0           | 26    | 1     |